# Alexander Gorgon
Alexander Gorgon (Vienna, 28 ottobre 1988) è un calciatore austriaco, centrocampista o attaccante dell'Altach.

## Caratteristiche tecniche
Centrocampista offensivo duttile che può coprire diverse posizioni sia da esterno che da centrale. Prestanza fisica e buona tecnica sono le sue principali abilità.

## Carriera
Finita l'esperienza in patria si trasferisce a Fiume dove milita quattro stagioni nel Rijeka, vincendo altrettanti trofei. Nell'agosto 2020 si è trasferito in Polonia nel Pogoń Stettino.

## Statistiche
Statistiche aggiornate al 22 maggio 2013.

### Presenze e reti nei club
| Stagione                       | Squadra                        | Campionato                     | Campionato | Campionato | Coppe nazionali | Coppe nazionali | Coppe nazionali | Coppe continentali | Coppe continentali | Coppe continentali | Altre coppe | Altre coppe | Altre coppe | Totale | Totale |
| Stagione                       | Squadra                        | Comp                           | Pres       | Reti       | Comp            | Pres            | Reti            | Comp               | Pres               | Reti               | Comp        | Pres        | Reti        | Pres   | Reti   |
| ------------------------------ | ------------------------------ | ------------------------------ | ---------- | ---------- | --------------- | --------------- | --------------- | ------------------ | ------------------ | ------------------ | ----------- | ----------- | ----------- | ------ | ------ |
| 2006-2007                      | Austria Vienna Amateure        | EL                             | 2          | 0          | CA              | 0               | 0               | -                  | -                  | -                  | -           | -           | -           | 2      | 0      |
| 2007-2008                      | Austria Vienna Amateure        | EL                             | 12         | 1          | CA              | 0               | 0               | -                  | -                  | -                  | -           | -           | -           | 12     | 1      |
| 2009-2010                      | Austria Vienna Amateure        | EL                             | 12         | 1          | CA              | 0               | 0               | -                  | -                  | -                  | -           | -           | -           | 12     | 1      |
| 2010-2011                      | Austria Vienna Amateure        | RL                             | 23         | 7          | CA              | 1               | 0               | -                  | -                  | -                  | -           | -           | -           | 24     | 7      |
| Totale Austria Vienna Amateure | Totale Austria Vienna Amateure | Totale Austria Vienna Amateure | 49         | 9          |                 | 1               | 0               |                    | -                  | -                  |             | -           | -           | 50     | 9      |
| 2010-2011                      | Austria Vienna                 | BL                             | 3          | 0          | CA              | 0               | 0               | UEL                | -                  | -                  | -           | -           | -           | 3      | 0      |
| 2011-2012                      | Austria Vienna                 | BL                             | 31         | 6          | CA              | 2               | 0               | UEL                | 9                  | 1                  | -           | -           | -           | 42     | 7      |
| 2012-2013                      | Austria Vienna                 | BL                             | 30         | 10         | CA              | 4               | 1               | -                  | -                  | -                  | -           | -           | -           | 34     | 11     |
| Totale Austria Vienna          | Totale Austria Vienna          | Totale Austria Vienna          | 64         | 16         |                 | 6               | 1               |                    | 9                  | 1                  |             | -           | -           | 79     | 18     |
| Totale carriera                | Totale carriera                | Totale carriera                | 113        | 25         |                 | 7               | 1               |                    | 9                  | 1                  |             | -           | -           | 129    | 27     |

## Palmarès

### Club

#### Competizioni nazionali
- Campionato austriaco: 1

Austria Vienna: 2012-2013
- Campionato croato: 1

Rijeka: 2016-2017
- Coppa di Croazia: 3

Rijeka: 2016-2017, 2018-2019, 2019-2020